# Perinia
Perinia is een geslacht van kreeftachtigen uit de klasse van de Malacostraca (hogere kreeftachtigen).

## Soorten
- Perinia laevisima Dai, Cai & Yang, 1994
- Perinia tumida Dana, 1851